# 6.25 (드라마)
《6.25》은 KBS에서 1978년 6월 24일부터 1978년 6월 30일까지 방영된 6.25 특집 드라마로, 소설가 홍성원의 소설 《남과 북》을 원작으로 하고 있다. 이 드라마는 6.25 전쟁 발발 직전부터 휴전 성립에 이르기까지 전쟁의 소용돌이 속에서 고민하고 방황하며 고난을 겪는 젊은이들을 통해서 급변하는 당시의 사회상을 그렸다.

## 회차별 부제
| 1978년 | 1978년   | 1978년           | 1978년 |
| 회차   | 방송일   | 부제             |        |
| ------ | -------- | ---------------- | ------ |
| 제1회  | 6월 24일 | 가장 긴 여름     |        |
| 제2회  | 6월 25일 | 찢어진 땅        |        |
| 제3회  | 6월 26일 | 삶과 죽음        |        |
| 제4회  | 6월 27일 | 눈보라           |        |
| 제5회  | 6월 28일 | 땅의 끝에서      |        |
| 제6회  | 6월 29일 | 평화를 위한 자살 |        |
| 제7회  | 6월 30일 | 승자와 패자      |        |

## 수상
- 1979년 제15회 백상예술대상 작품상
- 1979년 제15회 백상예술대상 연출상 - 김홍종
- 1979년 제6회 한국방송대상 대상[2]